# Pteris kawabatae
Pteris kawabatae är en kantbräkenväxtart som beskrevs av Kurata. Pteris kawabatae ingår i släktet Pteris och familjen Pteridaceae. Inga underarter finns listade.